# Frihedsmindesmærket
Frihedsmindesmærket (tysk: Freiheitsmahnmal) var et mindesmærke til ofrene for Berlinmuren, der stod nær Checkpoint Charlie Museum i Berlin. Det åbnede 31. oktober 2004, og blev hyldet af både ofrene for DDR-styret og fortalere for menneskerettigheder. Mindesmærket viste sig at være ekstremt populært blandt besøgende til byen, og tiltrak tusindvis af besøgende om ugen.
Mindesmærket blev, meget kontroversielt, revet ned af Berlins venstreorienterede bystyre (SPD, Die Linkspartei.PDS) 5. juli 2005, hvilket skabte internationale protester. Checkpoint Charlie Museum og dets direktør Alexandra Hildebrandt arbejder i øjeblikket på at genopbygge mindesmærket.

## Fodnoter
1. 1 2  "Berlin to Demolish Cold War Memorial on 4th of July". Arkiveret fra originalen 21. juli 2009. Hentet 15. august 2010.